# Never Can Say Goodbye
Never Can Say Goodbye – pierwszy singel The Jackson 5 z albumu Maybe Tomorrow.

## Lista utworów
Źródło
1. „Never Can Say Goodbye”
2. „She’s Good”

## Notowania
| Lista (1971)             | Najwyższa pozycja |
| ------------------------ | ----------------- |
| UK Singles Chart         | 33                |
| US Hot R&B/Hip-Hop Songs | 1                 |